# جایزه اکترا
جایزه اَکترا (انگلیسی: ACTRA Award) نام جوایزی بود که از سال ۱۹۷۲ میلادی به برترین‌های رادیو، تلویزیون و سینمای کانادا اهدا می‌شد. این جوایز را «انجمن هنرمندان رادیو و تلویزیون کانادا» همه ساله به تولیدات رادیو و تلویزیون اهدا می‌کرد و آخرین دورهٔ اعطای آن در سال ۱۹۸۶ بود.
از سال ۲۰۰۳ میلادی و در ۶۰مین سالگرد اتحادیه ملی، در چند شاخه خاص و به صورت محلی این جایزه مجدداً اهدا شده‌است.